# Kevin Bacon
Kevin Norwood Bacon, född 8 juli 1958 i Philadelphia, Pennsylvania, är en amerikansk skådespelare och musiker. The Guardian utnämnde honom till en av de bästa skådespelarna som aldrig blivit nominerad till en Oscar. 2003 fick Bacon en stjärna på Hollywood Walk of Fame för sina bidrag till filmindustrin.
Bacon är sedan 4 september 1988 gift med skådespelaren Kyra Sedgwick.
Kevin Bacon har en lek uppkallad efter sig - Six degrees of Kevin Bacon - som går ut på att länka en annan, slumpmässigt vald, skådespelare till honom genom så få steg som möjligt, då de flesta skådespelare kan länkas till honom i sex steg eller mindre. Själv har han bildat en välgörenhetsorganisation anknuten till leken (SixDegrees.org).

## Filmografi i urval
- 1978 – Deltagänget
- 1980 – Fredagen den 13:e
- 1983 – Enormous Changes at the Last Minute (TV-film)
- 1983 – The Demon Murder Case
- 1984 – Footloose
- 1986 – Quicksilver
- 1987 – Raka spåret till Chicago (statistroll, okrediterad)
- 1989 – Criminal Law
- 1990 – Hotet från underjorden
- 1990 – Dödlig puls
- 1991 – JFK
- 1992 – På heder och samvete
- 1994 – River Wild
- 1995 – Murder in the First
- 1995 – Apollo 13
- 1995 – Balto (röst)
- 1996 – Sleepers
- 1997 – Drömbilden
- 1998 – Wild Things
- 1999 – Stir of Echoes
- 2000 – Min hund Skip
- 2000 – Hollow Man
- 2001 – Novocaine
- 2002 – Trapped
- 2002-2006 - Will & Grace (återkommande gästroll i TV-serie)
- 2003 – Mystic River
- 2003 – In the Cut
- 2004 – The Woodsman
- 2005 – Beauty Shop
- 2005 – Sanna lögner
- 2007 – Death Sentence
- 2008 – Frost/Nixon
- 2009 – Taking Chance
- 2010 – Super
- 2011 – Elephant White
- 2011 – X-Men: First Class
- 2011 – Crazy, Stupid, Love
- 2012 – Jayne Mansfield's Car
- 2013 – R.I.P.D.
- 2013 – The Following (TV-serie)
- 2015 – Cop Car
- 2015 – Black Mass
- 2015 – 6 Miranda Drive
- 2016 – Patriots Day
- 2023 – Leave the World Behind
- 2024 – Snuten i Hollywood: Axel F
- 2025 – The Bondsman (TV-serie)
- 2025 – Sirens (TV-serie)

### Regi
- 2004 - Loverboy
- 1996 - En Liza för själen